# Lomé I
El Lomé I fue un equipo de fútbol de Togo que alguna vez jugó en el Campeonato nacional de Togo, el torneo de fútbol más importante del país.

## Historia
Fue fundado en el año 1974 en la capital Lomé como parte de una reforma deportiva aplicada ese año por la Federación Togolesa de Fútbol, al cual decía que algunos clubes debían fusionarse, siendo el Lomé I uno de los cuatro Superequipos formados en la capital luego de la fusión de los equipos Étoile Filante de Lomé, Modèle Lomé y Dynamic Togolais, aunque esta fusión más tarde se llamaría Déma Club. Ganaron tres títulos de liga y fueron el mejor equipo de los cuatro formados.
A nivel internacional participaron en tres torneos continentales, en donde alcanzaron las semifinales en dos de esas apariciones, todas en la Copa Africana de Clubes Campeones.
El club al igual que los otros 4 Superequipos desaparecieron en 1978 luego de una actualización a la reforma publicada en 1974, aunque solamente desaparecieron los clubes creados en la capital Lomé.

## Palmarés
- Campeonato nacional de Togo: 3

1974, 1975, 1976

## Participación en competiciones de la CAF
| Temporada | Torneo                            | Ronda            | Club           | Casa | Visita | Global      |
| --------- | --------------------------------- | ---------------- | -------------- | ---- | ------ | ----------- |
| 1975      | Copa Africana de Clubes Campeones | 1                | Barne Monrovia | 3-1  | 1-0    | 4-1         |
| 1975      | Copa Africana de Clubes Campeones | 2                | Djoliba AC     | 3-2  | 1-1    | 4-3         |
| 1975      | Copa Africana de Clubes Campeones | Cuartos de final | ASEC Mimosas   | 3-1  | 0-1    | 3-2         |
| 1975      | Copa Africana de Clubes Campeones | Semifinales      | Hafia FC       | 1-1  | 0-1    | 1-2         |
| 1976      | Copa Africana de Clubes Campeones | 1                | ASC Diaraf     | 0-1  | 1-1    | 1-2         |
| 1977      | Copa Africana de Clubes Campeones | 1                | TP Mazembe     | 3-0  | 1-1    | 4-1         |
| 1977      | Copa Africana de Clubes Campeones | 2                | Union Douala   | 1-1  | 1-1    | 2-2 (4-2 p) |
| 1977      | Copa Africana de Clubes Campeones | Cuartos de final | Djoliba AC     | 2-1  | 0-2    | 2-31        |
| 1977      | Copa Africana de Clubes Campeones | Semifinales      | Hafia FC       | 2-1  | 0-2    | 2-3         |

1- El Djoliba AC fue descalificado.

## Jugadores

### Jugadores destacados
- Luc Agbala (1974-77)